# Medico della Casa Bianca
Il Medico della Casa Bianca o anche talvolta Medico del Presidente è il titolo formale e ufficiale del medico che è direttore dell'unità medica della Casa Bianca, un'unità dell'ufficio militare della Casa Bianca responsabile delle esigenze mediche del presidente degli Stati Uniti, del vice presidente, dello staff della Casa Bianca e dei dignitari. Il medico del presidente è anche il medico capo della Casa Bianca. L'attuale medico è Kevin O'Connor, dell'esercito statunitense.

## Storia
I medici che hanno curato il presidente degli Stati Uniti hanno avuto una varietà di titoli. Il dottore Presley Marion Rixey, un ispettore medico della Marina degli Stati Uniti, fu la prima persona a prestare servizio a tempo pieno come medico del Presidente a partire dal 1901, sebbene il titolo "Medico della Casa Bianca" non fosse usato fino a quando non è stato creato da un atto del Congresso nel 1928.

## Organizzazione e ruolo
Il medico della Casa Bianca ha un ufficio all'interno della Casa Bianca. L'ubicazione della sua unità medica gioca un ruolo importante nel mantenere in buona salute il presidente degli Stati Uniti. Supervisiona anche uno staff che è tipicamente composto da cinque medici militari, cinque assistenti medici, cinque infermieri, tre paramedici, tre amministratori e un responsabile IT. Il medico della Casa Bianca è metaforicamente "l'ombra del presidente" perché è sempre a portata di mano se il presidente è alla Casa Bianca, all'estero, in campagna elettorale, o a bordo dell'aereo presidenziale Air Force One; Daniel Ruge, ad esempio, era nelle vicinanze durante il tentato assassinio di Ronald Reagan nel 1981 e ha supervisionato il trattamento immediato del presidente.
Il medico del presidente protegge la salute del presidente e può anche eseguire un intervento chirurgico d'urgenza. Il medico della Casa Bianca è anche responsabile nel fornire cure mediche complete ai membri della famiglia del presidente, al vicepresidente e alla famiglia del vicepresidente. Lui o lei può anche fornire assistenza medica e attenzione agli oltre 1,5 milioni di visitatori che visitano la Casa Bianca ogni anno, così come ai dignitari internazionali e agli altri ospiti del Presidente.
L'ufficio medico del medico della Casa Bianca è un "mini centro di cure urgenti" che contiene uno studio medico, sale per esami privati, farmaci di base e forniture mediche e un carrello per la rianimazione di emergenza. L'Air Force One è dotata di attrezzature di emergenza medica, un tavolo operatorio, e sala operatoria con luci installate al centro dell'aereo presidenziale per casi di emergenza da parte del medico della Casa Bianca, ma non ha una macchina a raggi X o di attrezzature di laboratorio medico.
Ruge si è dimesso dopo il primo mandato di Reagan e ha definito il suo lavoro "ampiamente sopravvalutato, noioso e non impegnativo dal punto di vista medico". Ruge non ha potuto partecipare alla maggior parte delle cene di stato per mancanza di spazio. Tuttavia doveva essere pronto per le emergenze e di solito aspettava da solo nel suo ufficio indossando uno smoking. Ruge ha affermato che un vantaggio, tuttavia, è che a causa del prestigio della posizione" [un] medico del presidente può chiedere qualsiasi cosa, e lui la otterrà. Nessun medico rifiuterà una richiesta di consultazione". Il medico della Casa Bianca può entrare nello Studio Ovale o nella Executive Residence in qualsiasi momento; Ruge a volte invitava esperti in visita a Washington per esaminare il presidente.

### Selezione del medico
Il medico della Casa Bianca è spesso selezionato personalmente dal presidente, e la maggior parte dei medici della Casa Bianca sono ufficiali militari in servizio attivo, in parte perché la maggior parte dei civili troverebbe difficile chiudere e poi riaprire in seguito le loro pratiche private. Ruge stava per ritirarsi quando Reagan lo scelse come suo medico.
A partire da gennaio 2021, il colonnello Kevin O'Connor, è il medico in carica della Casa Bianca.